# Žabljak (Usora, BiH)
Žabljak je naseljeno mjesto u sastavu općine Usora, Federacija Bosne i Hercegovine, BiH. 

## Povijest
Žabljak se ranije nalazio u sastavu općine Tešanj, a potom je ušao u sastav novoformirane općine Usora.

## Stanovništvo
| Žabljak            |              |              |              |
| godina popisa      | 1991.        | 1981.        | 1971.        |
| Hrvati             | 674 (84,14%) | 942 (77,65%) | 870 (87,26%) |
| Muslimani          | 41 (5,11%)   | 133 (10,96%) | 82 (8,22%)   |
| Srbi               | 14 (1,74%)   | 31 (2,55%)   | 24 (2,40%)   |
| Jugoslaveni        | 41 (5,11%)   | 93 (7,66%)   | 10 (1,00%)   |
| ostali i nepoznato | 31 (3,87%)   | 14 (1,15%)   | 11 (1,10%)   |
| ukupno             | 801          | 1.213        | 997          |

## Kultura
- KUD "Izvor" Žabljak